# Virgen
Virgen est une commune autrichienne du district de Lienz dans le Tyrol.

## Géographie
Une forte coulée a dévalé à la suite d'un orage en montagne le 4 août 2012. Une bonne partie des 70 000 m3 ayant été retenue par un ouvrage, le village n'a pas souffert.